# Dogern
Dogern è un comune tedesco di 2 305 abitanti,, situato nel land del Baden-Württemberg.